# ミステリー・トレイン (曲)
ミステリー・トレイン（Mystery Train）は、アメリカ合衆国のブルース・ミュージシャンであるジュニア・パーカーが作曲し、1953年にレコーディングした楽曲。メンフィス・ブルースあるいはリズム・アンド・ブルースのスタイルで演奏されており、より古い楽曲にインスピレーションを受けている。
エルヴィス・プレスリーによって歌われたのを皮切りに多くのカバーが生まれており、ポピュラーなロカビリーの楽曲として知られるようになり、今や「不朽の名曲」と評価されている。プレスリーが全米規模のカントリー・ミュージックのスターの座に押し上げた最初の曲でもある。

## 楽曲とレコーディング
音楽歴史家のコリン・エスコットは以下の通り述べている。「『ミステリー・トレイン』に関するミステリーのひとつは、この題名の由来である。というのも、歌詞の中には題名はどこにも登場しないのだ」。この曲の歌詞にはアメリカのフォーク・ミュージックのグループ、カーター・ファミリーの「Worried Man Blues」と似通った部分が存在する。同曲は古いケルティックのバラードが元となっており、彼らが1930年に発表したレコードの中で一番売れたものとなっている。
16両編成の列車が到着した

16両編成の列車が到着した

私の愛した女性はあの列車に乗って行ってしまった
一方、パーカーの歌には以下の歌詞がある：
私の乗る列車は16両編成

私の乗る列車は16両編成

あー、あの長くて黒い列車が私のベイビーを連れて帰るんだ
パーカーはリトル・ジュニアズ・ブルー・フレイムズ名義で、サン・レコードのプロデューサー兼社主のサム・フィリップスのために「ミステリー・トレイン」をレコーディングした。レコーディング・セッションは、フィリップスの所有するテネシー州メンフィスのメンフィス・レコーディング・サーヴィスにて1953年の9月から10月の間に行なわれた。パーカーのヴォーカルのバックを務めたのは彼のバンドであるブルー・フレイムズで、参加したと思われる当時のメンバーはフロイド・マーフィー（ギター）、ウィリアム・ジョンソン（ピアノ）、ケネス・バンクス（ベース）、ジョン・バウアーズ（ドラムス）、そしてレイモンド・ヒル（テナー・サックス）といった面々である。
「ミステリー・トレイン」は1953年にR&Bチャート5位のヒットとなった「フィーリン・グッド (Sun 187)」に続くジュニア・パーカーのシングルだったが、この曲はシングル・チャート入りすることはなかった。

## エルヴィス・プレスリーのバージョン
エルヴィス・プレスリーによる「ミステリー・トレイン」は、シングル『アイ・フォーガット・トゥ・リメンバー・トゥ・フォーゲット』のB面収録曲として1955年8月20日に発表された（Sun 223）。同シングルはビルボードのカントリー＆ウェスタン・チャートのトップ10に食い込んだ。2003年、ローリング・ストーン誌はオールタイム・グレイテスト・ソング500において、この曲を77位にランク付けした。
サム・フィリップスはパーカーのレコーディングに続いて、このレコーディングでもプロデュースを行なった。プレスリーがヴォーカルとリズム・ギター、スコティ・ムーアがリード・ギター、ビル・ブラックがベースを務めた。ムーアはカントリー調のリードのブレイク、それにフィンガー・ピッキングにスラップバック・エコーを効かせている。ムーアはまた、ジュニア・パーカーの「Love My Baby」(1953年)でパット・ヘアが弾いたギター・リフや、マール・トラヴィスの「16トン (Sixteen Tons)」など、既存曲の要素を散りばめている。
1955年11月、本曲はプレスリーとの契約締結によってレコーディングの権利を得たRCAビクターよって再発され（#47-6357）、全米ビルボードカントリー・チャートの11位を記録した。

## その他のバージョン
- RCAビクターはプレスリー・バージョンを再発したのと同じ月に、ザ・タートルズ[注釈 2][16]によるポップス・バージョンを発売している（#47-6356）[17]。ここではヒューゴ・ウィンターホルターと彼のオーケストラがバックを付けている。
- 1973年、ザ・バンドは本曲をアルバム『ムーンドッグ・マチネー』のためにレコーディングした。メンバーのロビー・ロバートソンは、サム・フィリップスの承認を得たうえで追加の歌詞を書いた[18][注釈 3]。彼らは1976年のフェアウェル・コンサート『ラスト・ワルツ』でポール・バターフィールドと本曲を演奏している[19]。